# Thomas Kirk (Botaniker)

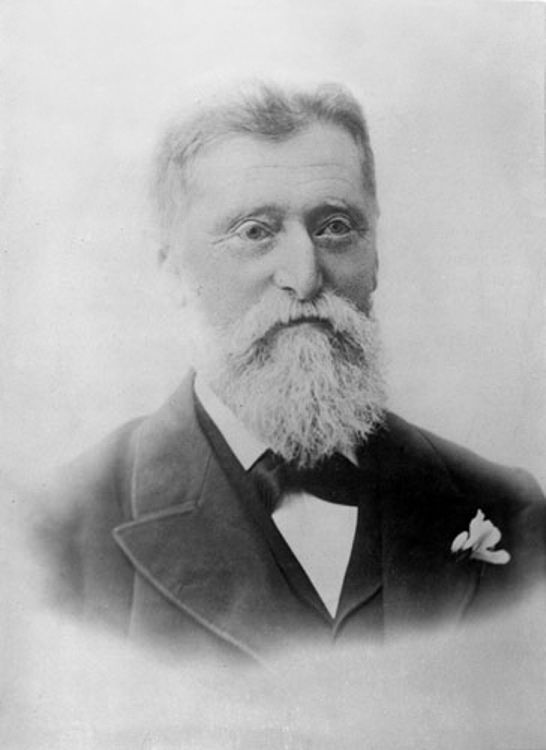
Thomas Kirk

Thomas Kirk (* 18. Januar 1828 in Coventry, Warwickshire, England; † 8. März 1898 in Plimmerton, Neuseeland) war ein in England geborener Botaniker, Lehrer, Beamter, Schriftsteller und Kirchenmann, der Ende 1862 mit seiner Frau und vier Kindern nach Neuseeland auswanderte. Die neuseeländische Regierung beauftragte ihn 1884 mit der Erstellung eines Berichts über die einheimischen Wälder des Landes und ernannte ihn im folgenden Jahr zum Chef-Bewahrer der Wälder. Er veröffentlichte 130 Aufsätze über Botanik und Pflanzen, darunter The Durability of New Zealand Timbers, The Forest Flora of New Zealand und Students' Flora of New Zealand.

## Frühes Leben und Karriere
Thomas war der Sohn eines Gärtners aus Coventry, George Kirk, und Sarah West, einer Floristin. Aufgrund der Arbeit seiner Eltern im Bereich der Gärtnerei zeigte er ein starkes Interesse an Botanik. Er arbeitete später in einer Sägemühle in Coventry. Am Weihnachtstag 1850 heiratete er Sarah Jane Mattocks. Schlechte Gesundheit und finanzielle Probleme führten dazu, dass er mit seiner Familie am 9. Februar 1863 nach Auckland auswanderte. Zwischen 1864 und 1870 bekamen Thomas und Sarah Jane weitere fünf Kinder, jedoch starben zwei davon als Säuglinge und eine Tochter starb im Alter von fünf Jahren.
Kurz nach seiner Ankunft begann Kirk mit der Sammlung von botanischen Proben. Er bereitete eine Sammlung von Farnen und anderen Pflanzen für die Neuseeland-Ausstellung vor, die im Januar 1865 in Dunedin stattfand. Im folgenden Jahr arbeitete er als Vermesser und wurde 1868 zum meteorologischen Beobachter in Auckland ernannt. Im selben Jahr wurde er zum Sekretär des Auckland-Instituts ernannt und übernahm die Position des Museumskurators, ein Amt, das er in den nächsten fünf Jahren innehatte.
Kirk nahm an einer Reihe von botanischen Expeditionen teil und verfasste Berichte über die Ergebnisse, die er veröffentlichte. Dazu gehörten die Great Barrier und Little Barrier Islands im Jahr 1867, die Ostküste von Northland im Jahr 1868, die Goldfelder von Thames im Jahr 1869, der Waikato-Distrikt im Jahr 1870 und Rotorua und Taupō im Jahr 1872. Zwischen 1869 und 1873 diente er als Sekretär und Schatzmeister der Auckland Acclimatisation Society, unterrichtete Botanik am Auckland College and Grammar School und wurde im Jahr 1871 zum gewählten Fellow der Linnean Society of London ernannt.
Anfang 1874 zog er nach Wellington und lehrte dort bis 1880 Naturwissenschaften am Wellington College, das damals mit der University of New Zealand verbunden war. Kirk erwies sich als geschickter Lehrer und genoss den Respekt des Personals und der Studenten. Im Jahr 1874 wurde er Mitglied der Wellington Philosophical Society und diente als Präsident in den Jahren 1878 und 1879. Sir Julius Vogel schrieb Kirk’s Arbeit zu, dass das erste Forstgesetz im Jahr 1874 verabschiedet wurde. Er wurde im Jahr 1875 zum gewählten Governor des New Zealand Institute ernannt.
Im Jahr 1881 wurde er zum Dozenten für Naturwissenschaften an der Lincoln School of Agriculture in Canterbury ernannt und blieb dort bis 1882, kehrte jedoch in den Jahren 1883 und 1884 zurück. Während dieser Zeit sammelte er botanische Proben in Arthur’s Pass, Banks Peninsula, Lake Wakatipu und Stewart Island.

## Botanische Expeditionen

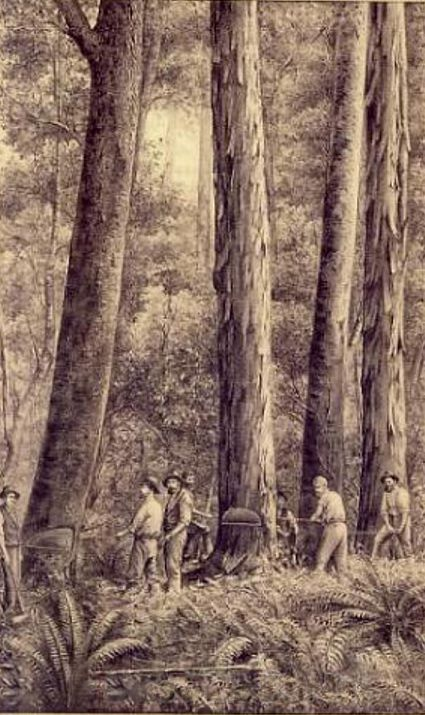
„Abholzung von Matai (Prumnopitys taxifolia) und Red Wood (Sequoia sempervirens) im Seaward Forest“ von Thomas Kirk

Die neuseeländische Regierung beauftragte ihn im Jahr 1884 mit der Erstellung eines Berichts über die einheimischen Wälder des Landes und ernannte ihn im folgenden Jahr zum Chef-Konservator der Wälder. Obwohl er keine Ausbildung als Förster hatte, befürwortete er eine nachhaltige Waldbewirtschaftung. Er gründete die Abteilung für Wald- und Landwirtschaft des Crown Lands Department, setzte Vorschriften durch, um den Missbrauch der Wälder einzudämmen, und war maßgeblich an der Ausweisung von etwa 800.000 Acres als Waldreservate bis 1888 beteiligt. Kirk wurde 1889 aus Sparmaßnahmen zurückgerufen, um an der Forest Flora of New Zealand zu arbeiten, verstarb jedoch mitten in dieser Arbeit. Zu diesem Zeitpunkt hoffte man, dass das Werk unter der Aufsicht seines Sohnes H. B. Kirk veröffentlicht werden könnte.
Die Ausgabenkürzung dämpfte Kirks botanische Begeisterung nicht. Er erkundete 1890 die Snaresinseln, Auckland Island, die Campbell Island, die Antipoden-Inseln und Stewart Island, sowie in späteren Jahren die Quellgebiete der Flüsse Turakina und Rangitīkei.

## Tod

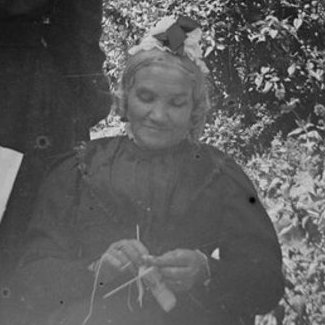
Sarah Jane Kirk, 1895

Kirk verstarb am 8. März 1898 aufgrund eines Pleuraabszesses unter schwierigen Umständen. Er wurde in einem unmarkierten Grab 3K des Karori-Friedhofs in Wellington beerdigt. Seine beiden Söhne Harry Borrer Kirk und Thomas William Kirk setzten ihre Arbeit in Bildung, öffentlichem Dienst und Landwirtschaft fort. Seine älteste Tochter Amy Kirk war Lehrerin, Kirchenarbeiterin und Wohltätigkeitsbesucherin in Krankenhäusern in Wellington. Eine andere Tochter, Lily May Atkinson, war eine bekannte Suffragetten- und Abstinenzkämpferin, die Präsidentin der Women’s Christian Temperance Union New Zealand (1902–1905) wurde und half, die Gesellschaft zum Schutz von Frauen und Kindern in Wellington zu gründen. Seine jüngste Tochter Cybele Ethel Kirk war Suffragette, Abstinenzlerin, arbeitete mit unverheirateten und verlassenen Frauen und wurde Friedensrichterin. Trotz Appellen wurde seiner Witwe von der Regierung kein Mitgefühlszuschuss gewährt.
Sir Joseph Dalton Hooker schrieb über Kirks Tod: „Dies ist ein großer Verlust für die Botanik, denn abgesehen vom verstorbenen Baron von Mueller gab es keinen anderen Botaniker auf der südlichen Hemisphäre, der mit ihm vergleichbar war, und ich habe jahrelang auf das Werk ‚Forest Flora of New Zealand’ von ihm gewartet, das von sehr großer wissenschaftlicher Bedeutung sein wird“.